# Osicki Glacier
Osicki Glacier är en glaciär i Antarktis. Den ligger i Östantarktis. Nya Zeeland gör anspråk på området. Osicki Glacier ligger 1 842 meter över havet.
Terrängen runt Osicki Glacier är bergig åt nordost, men åt sydväst är den kuperad. Terrängen runt Osicki Glacier sluttar västerut. Trakten är obefolkad. Det finns inga samhällen i närheten.